# Olza (wieś)

Nieoficjalny herb wsi Olza

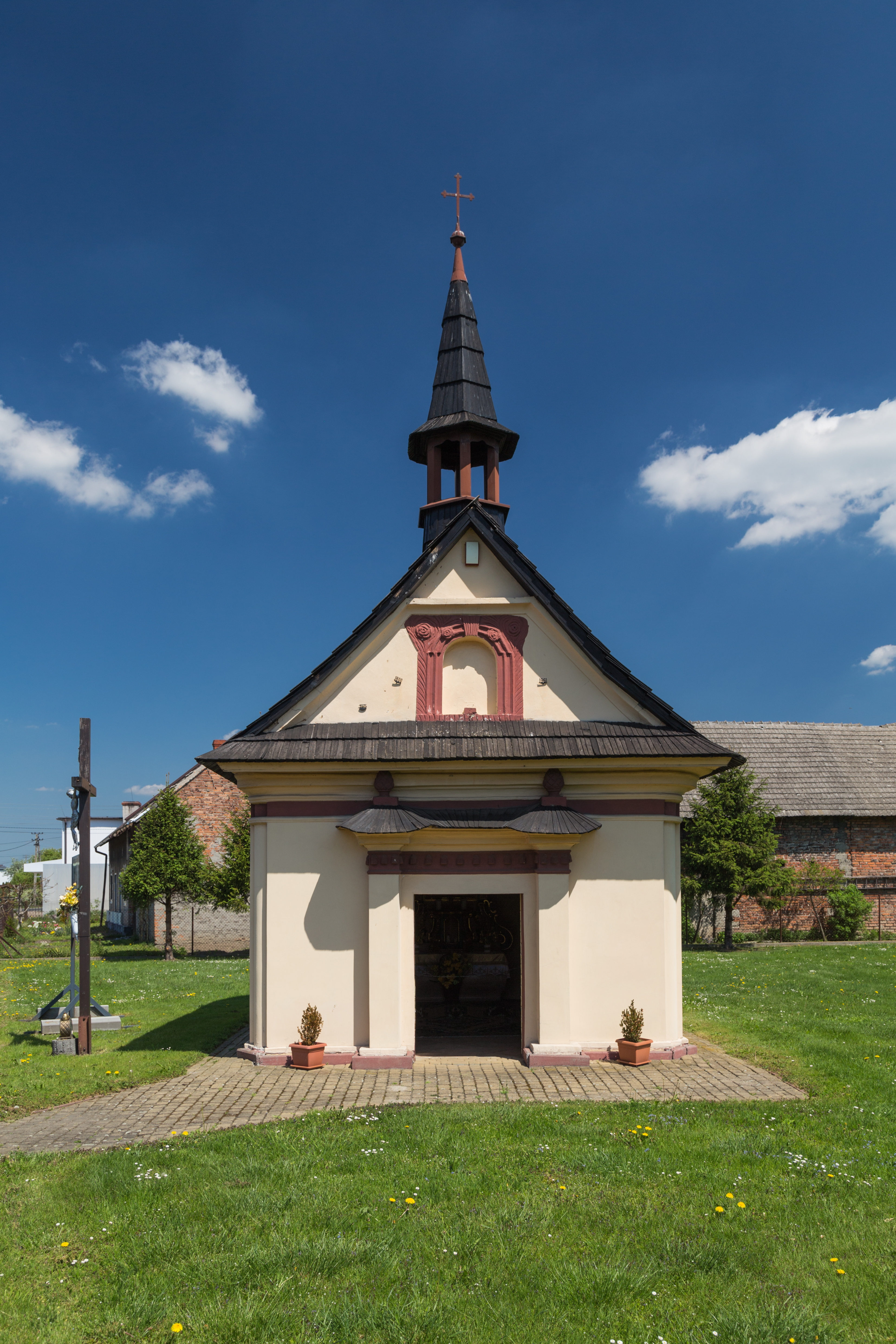
Zabytkowa kaplica pw. Świętej Rodziny

Olza (niem. Olsau) – wieś w Polsce, położona w województwie śląskim, w powiecie wodzisławskim, w gminie Gorzyce.
W latach 1975–1998 wieś położona była w województwie katowickim. W 1997, wraz z bezpośrednio sąsiadującą wsią Odra, miejscowość silnie ucierpiała w tzw. powodzi tysiąclecia.
W czasie III powstania śląskiego w pobliżu miejscowości miała miejsce bitwa. W okresie międzywojennym w miejscowości stacjonowała placówka Straży Granicznej I linii „Olza”. We wsi znajduje się Kolonia Olecka, nazywana potocznie „familokami”, składająca się z zabytkowych domów mieszkalnych z początku XX wieku.

## Części wsi
| SIMC    | Nazwa  | Rodzaj    |
| ------- | ------ | --------- |
| 0214706 | Dworek | część wsi |

## Komunikacja i transport
Przez Olzę przebiega droga krajowa nr 78.
W Olzie istnieje również ważna towarowa stacja kolejowa na linii Wodzisław Śląski – Bogumin z odgałęzieniem do Raciborza i Pszowa.
Na terenie miejscowości Olza, przewozy autobusowe prowadzi PKS Racibórz. Wprowadzono kursy, które do przystanku Wodzisław Śląski DA, prowadzą przez miejscowości Kolonia Fryderyk oraz Uchylsko. Na trasie drogi 78 znajdują się trzy przystanki autobusowe – skrzyżowanie, szkoła oraz dworek. Większość kursów prowadzi przez Odrę.
Ze stacji kolejowej Olza odjeżdżają również pociągi osobowe Kolei Śląskich i Przewozów Regionalnych (połączenia m.in. do Wodzisławia Śląskiego, Chałupek, Rybnika i Katowic).

## Turystyka
Przez miejscowość przebiega międzynarodowa trasa rowerowa EuroVelo 4 (Szlak Europy Centralnej) – w Polsce wyznakowana jako R-4 , obecnie od granicy polsko-czeskiej do Krakowa. Trasa ta ma w gminie wspólny przebieg z  czerwoną trasą rowerową nr 24, tzw. Pętlą rowerową Euroregionu Śląsk Cieszyński. Przez miejscowość przebiega także  żółta trasa rowerowa nr 316, tzw. trasa rowerowa powiatu wodzisławskiego a także  niebieska trasa rowerowa nr 9, będąca częścią Rowerowego Szlaku Odry.
Na terenie wsi znajduje się Kolonia Olecka (potocznie nazywana „familokami”), składająca się z zabytkowych domów mieszkalnych z początku XX wieku. Wszystkie obiekty wzniesiono z czerwonej cegły i nakryto czerwoną dachówką. Dwukondygnacyjne budynki rozlokowano symetrycznie do  siebie, nadając osiedlu plac zbliżony do litery „T”.  Budynek przy ul. Dworcowej 100 wyburzono po II wojnie światowej, a budynek przy ul. Dworcowej 96 został rozebrany po pożarze w 2016 roku.

## Kultura
W miejscowości Olza, na ul. Kolejowej znajduje się ośrodek rekreacyjno-wypoczynkowy "Olza", zwany kiedyś "1 Maja" (należał do KWK 1 Maja). Teren jest zagospodarowany i gotowy na przyjęcie dużej liczby  plażowiczów oraz mieszkańców tamtejszych domków letniskowych. Organizowane są każdego wieczora w trakcie okresu letniego dyskoteki. Miejsce jest zaopatrzone w trzy punkty żywnościowe oraz w salon gier.
W roku 2009, Olza zajęła II miejsce o tytuł "Najpiękniejsza Wieś Województwa Śląskiego" przyznana została nagroda pieniężna oraz namiot, który został wykorzystany podczas Gminnych Dożynek na Polu Biwakowym Europa oraz w trakcie otwarcia nowego Parku Strażackiego.

### Edukacja
W miejscowości znajduje się Szkoła Podstawowa im. Karola Miarki, oraz Publiczne Przedszkole. Szkoła Podstawowa od grudnia 2004 r. posiada salę gimnastyczną – drugą pod względem wielkości w gminie Gorzyce.

### Wiejski Dom Kultury
Wiejski Dom Kultury w Olzie został oddany do użytku dn. 29 kwietnia 1987 roku. Znajduje się przy ulicy Szkolnej 7. Początkowo WDK w Olzie podlegał statutowo Gminnemu Ośrodkowi Kultury w Gorzycach, natomiast obecnie jest instytucja samodzielną, której statutowo (organizacyjnie, merytorycznie i finansowo) podlega Świetlica Wiejska w Odrze. Przez 22 lata swojej działalności WDK w Olzie nawiązał współpracę z wieloma organizacjami i placówkami gminy Gorzyce. Od ponad 10 lat z inicjatywy st. instruktora Janusza Węgrzyka istnieje w WDK galeria "Na sali", w której swoje dzieła prezentują okoliczni malarze oraz fotografowie z klubu "Niezależni" z Jastrzębia Zdroju. Od samego początku przy taj placówce działa chór mieszany "Słowik nad Olzą", który odnosi sukcesy nie tylko w kraju ale również za granicą. Od 10 lat istnieje przy domu kultury zespół śpiewaczy „Olzanki” założony przez chórzystki i kobiety z Koła Gospodyń Wiejskich. Natomiast od ponad roku – grupa Gitarzystów założona przez instruktora Roberta Wija.
W budynku WDK, znajduje się Publiczna Biblioteka.

### Festiwal
Od roku 2010, Wiejski Dom Kultury organizuje festiwal Rock & Reggae Summer Party, który na Pole Biwakowe gromadzi ponad 700 osób. Występują młode zespoły, które tworzą w pobliskich miejscowościach, natomiast głównym zespołem, który występuje, jest zespół TABU. W roku 2012 zanotowano największą obecność osób. Zespoły które występowały to między innymi Walfad, Fatal Addiction, The Mufiin's Band, Zakład. Dodatkowo można wykupić miejsce namiotowe na terenie Pola Biwakowego.

## Religia
W miejscowości znajduje się jeden kościół katolicki pod wezwaniem N.M.P Królowej Pokoju. Od roku 2000 w parafii jest jeden ksiądz proboszcz. Dodatkowo przy ul. Wiejskiej znajduje się Kaplica pod wezwaniem świętego Józefa, w której co roku w miesiącu maj, raz zostaje odprawione nabożeństwo. Na ścianie kaplicy znajduje się mała tabliczka z datą powodzi, która jednocześnie wskazuje najwyższy poziom wody zanotowany w lipcu 1997 r.